# Iskra
För andra betydelser, se Iskra (olika betydelser).
Iskra (ryska: Искра, "gnista") var en rysk socialistisk tidning som publicerades i utlandet av exilryssar som det officiella organet för Rysslands socialdemokratiska arbetareparti. Första utgåvan publicerades i Stuttgart den 1 december 1900. Andra utgivningar fanns i München, London och Genève. Till en början sköttes tidningen av Vladimir Lenin. 1903, efter RSDAP:s splittring, lämnade Lenin tidningen (hans förslag att minska redaktionen till tre personer – han själv, Julyj Martov och Georgij Plechanov – blev häftigt kritiserad). Tidningen beslagtogs av mensjevikerna och utgavs under Georgij Plechanovs kontroll till 1905. Upplagan var 8 000.
Iskras motto var "Из искры возгорится пламя" ("Från en gnista kommer en eld flamma upp") – en rad från svaret Vladimir Odojevskij skrev på dikten av Aleksandr Pusjkin tillägnad de antitsariska dekabristerna fängslade i Sibirien.
En del av medarbetarna blev senare involverade i oktoberrevolutionen 1917.
Medarbetare vid start var:
- Vladimir Lenin (Vladimir Iljitj Uljanov)
- Dmitrij Iljitj Uljanov, hans yngre bror
- Georgij Plechanov
- Vera Zasulitj
- Pavel Axelrod (Pinchas Borutsch)
- Julyj Martov (Julij Cederbaum)
- Aleksandr Potresov

Senare:
- Lev Trotskij (Lev Davidovitj Bronsjtejn)